# Saint-Maurice-de-Rémens
Saint-Maurice-de-Rémens är en kommun i departementet Ain i regionen Auvergne-Rhône-Alpes i östra Frankrike. Kommunen ligger  i kantonen Ambérieu-en-Bugey som ligger i arrondissementet Belley. Kommunens areal är 10,35 km². År 2022 hade Saint-Maurice-de-Rémens 758 invånare.

## Befolkningsutveckling
Antalet invånare i kommunen Saint-Maurice-de-Rémens
Referens: INSEE